# Gilberto Carrillo
Gilberto Carrillo Quesada (ur. 16 sierpnia 1951 w  Matanzas, zm. w 1996 tamże) – kubański bokser, wicemistrz olimpijski z 1972.
Startował w wadze półciężkiej (do 81 kg). Zdobył w niej srebrny medal na igrzyskach olimpijskich w 1972 w Monachium. Wygrał trzy walki, w tym półfinałową z Isaakiem Ikhourią z Nigerii, a w finale pokonał go Jugosłowianin Mate Parlov. W tym samym roku zdobył złoty medal na mistrzostwach Ameryki Środkowej i Karaibów w San José. Powtórzył ten sukces na kolejnych mistrzostwach Ameryki Środkowej i Karaibów w 1973 w Meksyku. W tym samym roku zajął 2. miejsce na Mistrzostwach Armii Zaprzyjaźnionych w Ołomuńcu, gdzie w finale pokonał go Janusz Gortat.
Na pierwszych mistrzostwach świata w 1974 w Hawanie Carrillo przegrał w ćwierćfinale z Mate Parlovem, który potem zdobył złoty medal. Carrillo zajął drugie miejsce w mistrzostwach Ameryki Środkowej i Karaibów w 1974 w Caracas.
Gilberto Carrillo był mistrzem Kuby w wadze półciężkiej w 1971, 1972, 1973, 1975 i 1977, a także brązowym medalistą w 1970.
Olimpijczykami byli również jego brat Nancio Carrillo (bokser) oraz bratanica Nancy Carrillo (siatkarka).